# Alfredo Bini
Alfredo Bini (Livorno, 12 de diciembre de 1926 – Tarquinia, 16 de octubre de 2010) fue un productor de cine italiano, responsable de 32 películas entre 1958 y 1979. 

## Biografía
En 1960 fundó la productora Arco Film, que inició su actividad con El bello Antonio (Il bell'Antonio), dirigida por Mauro Bolognini, basada en la novela del mismo nombre de Vitaliano Brancati. El Ministro de Turismo de esa época Alberto Folchi intentó disuadir a Bini que no estrenara la película por abordar un tema tan polémico como la impotencia masculina.
En esta primera época de su carrera, Bini se concentró sobre todo en cine de autor y polémico. Comenzó a apoyar a Pier Paolo Pasolini para Accattone (1961) y Edipo, el hijo de la fortuna (Edipo re) en 1967 y lo siguió haciendo en La ricotta y El Evangelio según san Mateo (Il Vangelo secondo Matteo). En ellos, los temas religiosos abordados por el autor provocaron intentos de censura pero el productor se mantuvo firme, seguro de sus elecciones.
Bini siguió en la cima de la polémica cuando, en 1969 su siguiente producción. el Satyricon de Gian Luigi Polidoro fue acusada de obscenidad. El productor respondió publicando "Notas para aquellos que tienen el deber civil, profesional y político de defender el cine italiano", un "panfleto contra la represión oscurantista del cine".

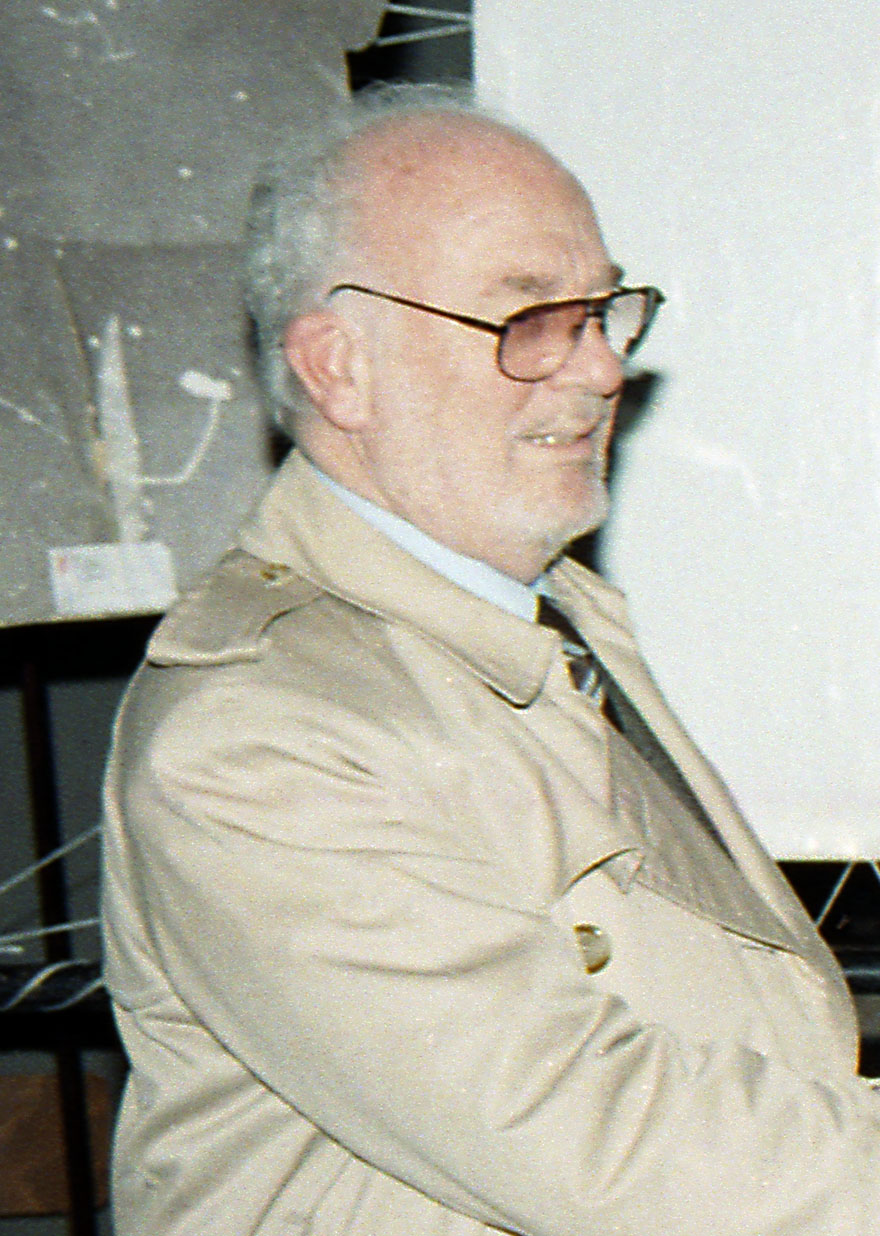
Alfredo Bini en 1997

En realidad, cuando está trabajando en Satyricon, Bini ya estaba abandonando la política de producción más valiente, innovadora y polémica que llevaba a cabo desde hace casi una década, en favor de un cine de moda, superficial e inofensiva. Este cambio se hizo visible en la publicación del fin de la colaboración con Pasolini ("Lo abandoné cuando empecé a oler la muerte", declaró en una entrevista) y de la última producción de Arco Film,  Bora Bora de Ugo Liberatore, ejemplo perfecto del género erótico de ambientación exótica.
Justo en ese momento, Bini funda dos sociedades, la Gerico Sound (1969-1975) y la Nuova Linea Cinematografica (1970-1974). En esta segunda fase de su carrera, pertenecen a las películas dirigidas por Ugo Liberatore y Piero Vivarelli (El Dios Serpiente, El Decamerón Negro, Código de amor oriental). La única producción de un nivel comparable al período Arc es Lancelot y Ginebra' de Robert Bresson.
El 6 de agosto de 1994 es nombrado comisario extraordinador del Centro Sperimentale di Cinematografia. Este puesto lo mantiene hasta el 31 de diciembre de 1995.

## Filmografía
- El bello Antonio (Il bell'Antonio), de Mauro Bolognini (1960)
- La calle del vicio (La viaccia), de Mauro Bolognini (1961)
- Accattone, de Pier Paolo Pasolini (1961)
- Mamma Roma, de Pier Paolo Pasolini (1962)
- Notti calde d'Oriente, de Roberto Bianchi Montero (1962)
- I nuovi angeli, de Ugo Gregoretti (1962)
- La corrupción (La corruzione), de Mauro Bolognini (1963)
- Ro.Go.Pa.G., de Roberto Rossellini, Jean-Luc Godard, Pier Paolo Pasolini e Ugo Gregoretti (1963)
- La bella di Lodi, de Mario Missiroli (1963)
- El Evangelio según san Mateo (Il Vangelo secondo Matteo), de Pier Paolo Pasolini (1964)
- Pelle di donna (Le journal d'une femme en blanc), de Claude Autant-Lara (1965)
- Encuesta sobre el amor (Comizi d'amore), de Pier Paolo Pasolini (1965)
- Sopralluoghi in Palestina per il Vangelo secondo Matteo, de Pier Paolo Pasolini (1965)
- La mandrágora (La mandragola), de Alberto Lattuada (1965)
- Las diabólicas del amor (La strega in amore), de Damiano Damiani (1966)
- Pajaritos y pajarracos (Uccellacci e uccellini), de Pier Paolo Pasolini (1966)
- El Greco, de Luciano Salce (1966)
- Surcouf, l'eroe dei sette mari, de Sergio Bergonzelli e Roy Rowland (1966)
- Il grande colpo di Surcouf, de Sergio Bergonzelli e Roy Rowland (1966)
- El aventurero (L'avventuriero), de Terence Young (1967)
- Edipo, el hijo de la fortuna (Edipo re), de Pier Paolo Pasolini (1967)
- Bora Bora, de Ugo Liberatore (1968)
- Satyricon, de Gian Luigi Polidoro (1969)
- Scacco alla regina, regia di Pasquale Festa Campanile (1969)
- Los dos Kennedy (I due Kennedy), de Gianni Bisiach (1969)
- Il Dio serpente, de Piero Vivarelli (1970)
- Il Decamerone nero, de Piero Vivarelli (1972)
- Lo chiamavano Mezzogiorno (Un hombre llamado Noon), de Peter Collinson (1973)
- Los héroes millonarios (Gli eroi), de Duccio Tessari (1973)
- Codice d'amore orientale, de Piero Vivarelli (1974)
- Lancillotto e Ginevra (Lancelot du Lac), de Robert Bresson (1974)